# Misaki Uemura
Misaki Uemura (上村 岬 Uemura Misaki?, nacido el 28 de octubre de 1991 en Mie) es un futbolista japonés que se desempeña como centrocampista.

## Trayectoria

### Clubes
| Club         | País  | Año         |
| ------------ | ----- | ----------- |
| Júbilo Iwata | Japón | 2014 - 2015 |
| FC Imabari   | Japón | 2016 -      |

## Estadística de carrera

### J. League
| Club         | Año   | J. League | J. League | Copa J. League | Copa J. League | Total | Total |
| Club         | Año   | Part.     | Goles     | Part.          | Goles          | Part. | Goles |
| ------------ | ----- | --------- | --------- | -------------- | -------------- | ----- | ----- |
| Júbilo Iwata | 2014  | 0         | 0         | -              | -              | 0     | 0     |
| Júbilo Iwata | 2015  | 1         | 0         | -              | -              | 1     | 0     |
| Total        | Total | 1         | 0         | 0              | 0              | 1     | 0     |